# Dasypoda sichuanensis
Dasypoda sichuanensis là một loài ong trong họ Melittidae. Loài này được Wu miêu tả khoa học đầu tiên năm 2000.